# 이시찬
이시찬(李禔澯, 1985년 2월 25일 ~ )은 KBO 리그 전 한화 이글스의 내야수이다. 개명 전 이름은 이학준(李學俊)이다. "선수로서 더 건강하고 싶고, 성공하겠다는 의미를 담았다"는 의미로 복 시(禔)에 맑을 찬(澯)으로 개명하였다.

## LG 트윈스시절
휘문고등학교를 졸업하고 2004년 2차 4순위 지명을 받아 LG 트윈스에 입단하였다. 하지만 갑상선 이상으로 체력 문제를 보이는 것으로 알려졌고 타격도 좋지 않아 1군에 자주 출장하지 못했으며, 1군에서는 주로 대주자로 출장했다. 본래 우타 고정이었지만 황병일 당시 LG 타격코치의 권유로 스위치 히터로 전환하였다. 2008년 경찰청에 입대했으나, 갑상선이 발목을 잡으면서 만기를 채우지 못하고 의병 제대했다. 이로 인해 2010년에는 신고선수로 전환되었다가 그 해 8월에 다시 정식 선수로 등록, 후반기에 1군으로 복귀하였다.
2011년 11월 22일 2차 드래프트로 한화 이글스에 이적하였다.

## 한화 이글스시절
2차 드래프트로 이적한 첫 시즌인 2012년에 주전 선수들의 부진으로 1군 출전 기회를 많이 잡게 되었으나, 비교적 좋은 성적을 내지 못해 한대화 감독의 양아들이라는 비아냥거림을 받기도 했다.
2013년 6월 22일 두산전에서 3타수 2안타를 치며 시즌 19안타를 기록했고 이것은 타석에 설 기회가 많지 않던 전년까지 자신의 프로통산 누적 18안타를 한 시즌에 넘은 기록이다.
2013년 7월 6일 대전 SK전에서 조조 레이예스를 상대로 2회 2점 홈런을 때리며 프로 데뷔후 첫 홈런을 기록하고, 팀이 9:3으로 승리하는 데 기여하였다.
1군에 가장 많이 출장하였던 2013년에는 추승우와 함께 한화 이글스의 야수들 중 유일하게 두 자릿수 도루를 기록하였다.
2015년에 "이시찬"으로 개명하였다.
2016년 11월 29일 한화 이글스에서 방출되었다.

## 출신 학교
- 서울고명초등학교
- 건국대학교 사범대학 부속중학교
- 휘문고등학교
- 한국방송통신대학교

## 주요 기록
첫 홈런 : 2013년 7월 6일 (대전 SK전)
첫 두 자리수 도루 : 2013년 7월 16일 (광주무등 KIA전)